# Karl Toko Ekambi
Karl Brillant Toko Ekambi, född 14 september 1992, är en fransk-kamerunsk fotbollsspelare som spelar för Al-Ettifaq.

## Klubbkarriär
Den 6 juni 2018 värvades Toko Ekambi av spanska Villarreal, där han skrev på ett femårskontrakt. I januari 2020 lånades Toko Ekambi ut till franska Lyon på ett låneavtal över resten av säsongen 2019/2020. Den 2 juni 2020 värvades Toko Ekambi av Lyon, där han skrev på ett fyraårskontrakt. Den 26 januari 2023 lånades Toko Ekambi ut till Rennes på ett låneavtal över resten av säsongen 2022/2023.
I augusti 2023 värvades Toko Ekambi av Saudi Pro League-klubben Abha, där han skrev på ett tvåårskontrakt. Den 30 januari 2024 värvades Toko Ekambi av ligakonkurrenten Al-Ettifaq.

## Landslagskarriär
Toko Ekambi debuterade för Kameruns landslag den 6 juni 2015 i en 3–2-vinst över Burkina Faso.
I december 2021 blev Toko Ekambi uttagen i Kameruns trupp till Afrikanska mästerskapet 2021. I november 2022 blev han uttagen i Kameruns trupp till VM 2022.